# Werner Oberle
Werner Oberle (* 20. November 1912 in Bad Cannstatt; † 11. August 1990 in Schorndorf) war ein deutscher Künstler und Kunsterzieher. Sein   Werk umfasst Zeichnungen, Aquarelle, Druckgrafiken, Ölgemälde und Glasfensterentwürfe. Oberle war zeitlebens in der Kunstszene Süddeutschlands aktiv und prägte darüber hinaus durch seine Lehrtätigkeit mehrere Generationen von Kunstschaffenden.

## Leben und Werk
Einen großen Teil seiner Kindheit verbrachte Werner Oberle bei seinen Großeltern in Sauldorf. Durch einen älteren Freund fant er als 12-Jähriger Anschluss an die deutsche Jugendbewegung, wo sein Interesse an Kunst geweckt wird. 
Nach dem Abitur studierte er von 1932 bis 1936 Kunst, zunächst an der Karlsruher Akademie bei   Georg Scholz und anschließend in Stuttgart bei   Gottfried Graf und Alexander Eckener. 1936 schloss er sein Studium mit einem Lehramtsabschluss ab und wurde ab 1938 Kunsterzieher am Gymnasium in Schorndorf.
Schon 1931 hatte er den Ulmer Maler Wilhelm Geyer kennengelernt. Durch Wilhelm Geyer kam er zur Stuttgarter Sezession und zu dem Kreis der Ulmer Maler um Paul Kleinschmidt und Hans Gassebner. Er erlebt die Auseinandersetzung mit dem Spätexpressionismus und dem expressiven Realismus, die Suche nach neuen Ausdrucksformen und die Verfemung seiner Freunde als entartete Künstler. Während seines Studiums erlebte er die Machtübernahme der NSDAP und wurde im Zweiten Weltkrieg als Soldat an der Westfront in Frankreich eingesetzt. Dort schloss er sich dem militärischen Widerstand an und pflegte unter anderem einen Briefwechsel mit Hans Scholl, einem der führenden Mitglieder der Weißen Rose. Oberle unterstützte zudem die französische Résistance. Nach seiner Gefangennahme durch britische Truppen wirkte er in einem englischen Kriegsgefangenenlager als Kunsterzieher und unterrichtete dort auf Initiative der Lagerleitung angehende Kunstlehrer und Theologen.
Nach seiner Rückkehr nach Deutschland nahm er ab 1947 wieder seine Tätigkeit als Kunsterzieher am Gymnasium in Schorndorf auf, wo er bis zu seiner Pensionierung im Jahr 1974 tätig war. 
1947 trat er mit seinen Arbeiten auch zum ersten Mal an die Öffentlichkeit. Zusammen mit HAP Grieshaber, Fritz Ruoff und Walter Renz beteiligte er sich an der Stuttgarter Ausstellung "Die Freunde". Oberle war auch Mitglied der „Freien Gruppe Stuttgart“ (1952 und 1963). Mit Wilhelm Geyer führte er einen illustrierten Briefwechsel über das Johannes-Evangelium.
In den 1970er Jahren übernahm er außerdem die Leitung des Schorndorfer Heimatmuseums. 
Ein Schwerpunkt seines Schaffens lag auf der Druckgrafik, insbesondere ab den späten 1970er Jahren. Oberle fertigte zudem zahlreiche Skizzen und Aquarelle an, wobei er insbesondere für seine Schnellskizzen bekannt war – eine Technik, die er von einem befreundeten französischen Künstler übernommen hatte. Viele seiner Zeichnungen entstanden spontan und bestechen durch eine reduzierte, aber präzise Linienführung. Daneben ließ er auch seine Schüler regelmäßig Bilder aus dem Gedächtnis anfertigen, was seine pädagogische Handschrift widerspiegelt.
Zu seinen bedeutendsten Werken zählen mehrere Glasfensterentwürfe für Kirchen in der Region, darunter die Westrosette über der Orgel in der Schorndorfer Stadtkirche (1961) und drei Fenster im Altarraum der Johanneskirche Rudersberg mit den Motiven Johannes, Christus, Passion (1959). Die Natur, insbesondere die Streuobstwiesen seiner Wohngegend sowie seine „zweite Heimat“ Damüls in Österreich, lieferten ihm über Jahrzehnte hinweg Motive und Inspiration.
Bekannt sind auch seine großformatigen „Männerbilder“, die 2012 anlässlich seines 100. Geburtstags im Stadtmuseum Schorndorf ausgestellt wurden.
Nach seinem Tod im Jahr 1990 hinterließ Oberle ein umfangreiches künstlerisches Erbe. Die Sammlung umfasst rund 2.000 Werke, darunter Druckgrafiken, Skizzen, Aquarelle, Entwürfe für Glasfenster sowie schriftliche Nachlässe wie Briefwechsel und Manuskripte. Die vollständige Dokumentation der Sammlung erfolgte in Eigenregie der Familie und nahm mehrere Jahre in Anspruch. Die Sammlung wurde von seinen Angehörigen im Jahr 2021 der Stadt Schorndorf als Schenkung übergeben.